# Bruchs Krausblattmoos
Bruchs Krausblattmoos (Ulota bruchii) gehört zur Familie Orthotrichaceae und kann mit krausblättrigen Formen der Dicranaceae und der Pottiaceae verwechselt werden, ist jedoch durch einen durchsichtigen, gesäumten Blattgrund leicht mit einer Lupe zu erkennen. Auch die behaarten glockenförmigen Kalyptren sind sehr charakteristisch für diese Moosart. Von dem sehr ähnlichen Ulota crispa unterscheidet es sich durch die dunkelgrüne Färbung, den zur Mündung allmählich zusammengezogenen, im entleerten Zustand spindelförmigen Kapseln und den im trockenen Zustand sehr stark krausigen Blättern. Es wächst in kleinen Pölsterchen, die gewöhnlich nicht größer als 2 cm werden. Die Seta ist sehr kurz und nicht länger als 0,5 cm. Trocken erscheint diese meist längsfurchig.

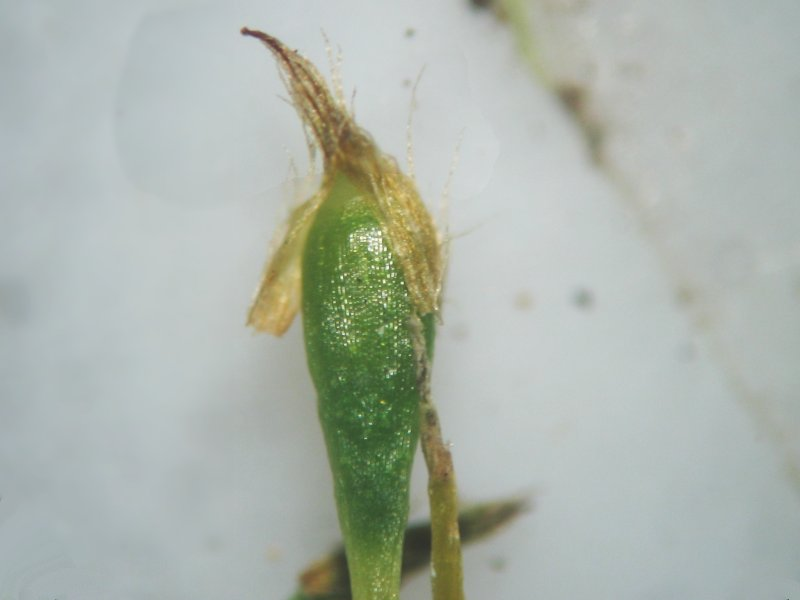
Goldgelb behaarte Kalyptra der Kapsel des Bruchs Krausblattmooses

## Vorkommen
Bruchs Krausblattmoos wächst bevorzugt an Laubholzborke in Nähe von Gewässern. Auf feuchter Erde kommt es jedoch nur selten vor. Da es empfindlich auf Luftverschmutzung reagiert, sind seine Bestände in den letzten Jahren stark zurückgegangen. Deshalb fehlt es heutzutage meist in der Nähe von Städten. Laut  soll es sich jedoch neuerdings wieder in Ausbreitung befinden. Es ist nur in Europa verbreitet und kommt dort auch in höheren Lagen vor.